# Vörösszárnyú erdeiguvat
A vörösszárnyú erdeiguvat (Aramides calopterus) a madarak (Aves) osztályának darualakúak (Gruiformes) rendjébe, ezen belül a guvatfélék (Rallidae) családjába tartozó faj.

## Rendszerezése
A fajt Philip Lutley Sclater és Osbert Salvin írták le 1878-ban.

## Előfordulása
Az Amazonas-medencében, Brazília, Ecuador és Peru területén honos. Természetes élőhelyei a szubtrópusi és trópusi mocsári erdők, folyók és patakok környékén. Állandó, nem vonuló faj.

## Megjelenése
Testhossza 33 centiméter.

## Természetvédelmi helyzete
Az elterjedési területe nagyon nagy, egyedszáma ugyan csökken, de még nem éri el kritikus szintet. A Természetvédelmi Világszövetség Vörös listáján nem fenyegetett fajként szerepel.